# Nicolae Văcăroiu
Nicolae Văcăroiu (Cetatea Albă, Bilhorod-Dnistrovskyi, Ucraïna 5 de desembre de 1943) és un polític romanès i fou del Senat Romanès des del 20 de desembre de 2000 fins al 14 d'octubre de 2008. Entre el 19 d'abril i el 23 de maig de 2007 fou President de Romania de forma provisional mentre es votava la continuïtat de Traian Basescu en referendum com a President. Està afiliat al Partit Socialdemòcrata de Romania.
Văcăroiu també va ser Primer Ministre des del 4 de novembre de 1992 fins al 12 de desembre de 1996.
El 15 de desembre de 2000 va ser elegit president del Senat Romanès càrrec que va mantenir fins al 14 d'octubre de 2008 quan va ser nomenat President del Consell de Comptes del Parlament.
El 19 d'abril de 2007 amb la suspensió de poder del President Traian Băsescu, va ser nomenat president, interinament. Després del referèndum del 19 de maig de 2007, que donà la victòria a la continuïtat del president Traian Băsescu amb un 74,48% dels vots, va deixar el càrrec de president de la república el 23 de maig de 2007.